# Fernsehpitaval: Auf der Flucht erschossen
Auf der Flucht erschossen ist ein von der DEFA gedrehter Kriminalfilm der Reihe Fernsehpitaval des Deutschen Fernsehfunks von Wolfgang Luderer aus dem Jahr 1962. Er beschreibt die Ereignisse um die Morde von Mechterstädt.

## Handlung
Es beginnt im Frühjahr 1920 in der Universitätsstadt Marburg. Hier treffen sich Angehörige des Studentenkorps Marburg (StuKoMa), die den Einmarsch von Teilen der Reichswehr in Berlin und die Flucht der Reichsregierung bejubeln. Sie beschließen, diesen Putsch bewaffnet zu unterstützen und wählen dafür Fregattenkapitän Freiherrn von Selchow zu ihrem Führer. In dieser Funktion sucht er sofort führende Offiziere der Reichswehr auf, erhält aber nicht die gewünschte Unterstützung, da der Putsch inzwischen zerschlagen wurde. Es gibt aber den Hinweis, dass in Thüringen bewaffnete Banden durch das Land ziehen, zu deren Bekämpfung das StuKoMa als Zeitfreiwilligenverband zur Unterstützung der Reichswehr-Brigade Rumschöttel herangezogen wird. Kapitän von Selchow beschließt, in Sättelstädt Quartier zu nehmen, um von dort aus die notwendigen Operationen einzuleiten.
Hier erfährt er, dass mehrere Arbeiter aus Thal einer Bitte der Ruhlaer Arbeiter nachgekommen sind, den Anordnungen der wieder amtierenden Reichsregierung Folge zu leisten und die nach dem Putsch noch im Umlauf befindlichen Waffen einzusammeln. Es bildet sich eine Gruppe, die demgemäß in den umliegenden Dörfern die dort beschlagnahmten Waffen unter Aufsicht eines Polizisten sicher verschließt. Da Ruhla nicht zum Operationsgebiet des StuKoMa gehört, beschließt Kapitän von Selchow, sich mit seiner Truppe nach Thal zu begeben, um dort die „roten Arbeiter“ zu verhaften. Da die Namen der Beteiligten alle bekannt sind, ist es ein Leichtes, ihrer habhaft zu werden. Fünfzehn Mann von ihnen müssen sich auf den Weg nach Sättelstädt ins Gewahrsam begeben und sollen am nächsten Morgen nach Gotha überführt werden. Auf diesem Weg werden sie von Angehörigen des Studentenkorps „auf der Flucht erschossen“.
Es kommt zur Anklage gegen 14 beteiligte Mitglieder des StuKoMa und sie beauftragen Walter Luetgebrune mit ihrer Verteidigung vor einem Kriegsgericht der Reichswehr. Vor Gericht treten mehrere Zeugen auf, die auf Grund der vorgefundenen Lage der Toten sowie der Einschussstellen am Körper beweisen können, dass die Erschossenen sich nicht auf der Flucht befanden. Der Zeuge Wagner erklärt vor dem Gericht, dass er die planmäßigen Erschießungen mit eigenen Augen gesehen hat. All diese Aussagen werden jedoch durch die Verhandlungsführung der Verteidigung und durch manipulierte Zeugenaussagen als Lügen dargestellt. Die Gerichtsverhandlung endet mit einem Freispruch für die Angeklagten.

## Produktion und Veröffentlichung
Der Fernsehfilm wurde von der Künstlerischen Arbeitsgruppe (KAG) der DEFA Gruppe 60 gedreht und als 11. Folge der Filmreihe Fernsehpitaval am 25. März 1962 das erste Mal im DFF gesendet.
Das Buch wurde von Friedrich Karl Kaul, der am Gedenkstein für die Gefallenen in Thal auch die erläuternden Worte zum Film vor Angehörigen der Kampfgruppen der Arbeiterklasse spricht, und Walter Jupé anhand authentischer Gerichtsakten verfasst. Für die Dramaturgie war Aenne Keller verantwortlich.

## Kritik
Mimosa Künzel schrieb in der Neuen Zeit:

„Besonders deutlich kamen die Verbindungen zwischen Reichswehr und Freikorps heraus, die es ermöglichten, daß die des Mordes angeklagten Studenten vor Gericht freigesprochen wurden.“

In der Berliner Zeitung war von K.Müller zu lesen:

„Mit ‚Auf der Flucht erschossen‘ ging in richtiger Sicht ein dramaturgisch und schauspielerisch beachtlicher Beitrag über ein sehr charakteristisches Ereignis deutscher Geschichte über den Bildschirm.“

A.W. stellte im Neuen Deutschland fest:

„Dieser Fernsehfilm, ein leidenschaftliches Pamphlet gegen den preußisch-deutschen Militarismus, war mehr als nur eine historische Reminiszenz.“